# LuAZ
LuAZ était une entreprise ukrainienne de construction automobile. « LUAZ » est l’acronyme de Loutskyï Avtomobilnyï Zavod VAT (en cyrillique : Луцький автомобильний завод ВАТ), qui signifie « Usine automobile de Loutsk ». L’usine et le siège de l’entreprise se trouvent à Loutsk (oblast de Volhynie), dans l’ouest de l’Ukraine. L’entreprise employait 3 200 salariés en 2007.

## Histoire
Ce producteur ukrainien fabriquait essentiellement des 4×4 légers et de petite taille. L’entreprise, inaugurée le 25 août 1955, a commencé par produire des pièces pour les camions GAZ 51 et 63 4×4, avant de fabriquer des voitures à partir de 1961 (4×4 amphibie type 967) puis des ZAZ en décembre 1966 ainsi que ses originaux petits 4×4 type 969, non amphibies cette fois. Le 24 septembre 1982, le cap du 100 000e véhicule produit est passé. En 1990, avec le lancement du modèle 1302, la production des 4×4 légers atteint le record pour LuAZ de 16 500 unités. Dans la seconde moitié dans années 1990, les ventes ont baissé de plus en plus et la production de ces 4×4 a cessé en 2001, un an après le rachat de l’entreprise par Ukrprominvest. Aujourd’hui LuAZ assemble des Lada et des coréennes de tourisme (Hyundai et Kia), ainsi que des autobus et des trolleybus.
Les LuAZ 967, 969 et 1302 étaient techniquement très originaux : 4 roues indépendantes avec pignons portiques (comme par ex. sur un Pinzgauer ou un Hummer H1 militaires), ce qui leur donnait une haute garde au sol de 29 cm sur les 1ers modèles 969 chaussés avec de petits pneus de 6.00x13 (voir aussi photo), ils disposaient en outre d’un blocage à 100 % du différentiel arrière. Par ailleurs, alors que la plupart des 4×4 classiques sont des propulsions à roues avant enclenchables, les LuAZ étaient des tractions à pont arrière enclenchable, ce qui leur confère une motricité supérieure en 2 roues motrices.
Les premiers modèles avaient un moteur à allumage commandé (essence), à 4 cylindres en V refroidi par air et placé en porte-à-faux avant, fourni par la firme ZAZ, en Ukraine elle aussi. Quelques années plus tard, un plus banal 4 en ligne à refroidissement liquide fut installé, soit encore d’origine ZAZ (mais du modèle Tavria), soit à allumage par compression (diesel) fourni par Lombardini.
Des versions amphibies ont aussi été produites, à 4 roues motrices (LuAZ 967) ou 6 roues motrices (LuAZ 1901).
NB : LuAZ s’écrit ЛyАЗ, on devrait donc écrire « LuAZ » en français (voire LouAZ) et non Luaz.

## Modèles

### 1301
- 4×4, présenté en 2000 pour la version définitive (divers prototypes les années précédentes)
- Longueur : 3,57 m
- Largeur : 1,60 m
- Hauteur : 1,60 m
- Empattement : 2,19 m
- Masse à vide : 990 kg
- Garde au sol : 22 cm (les ponts, qui ont perdu leurs réducteurs sur les demi-arbres, ne sont plus de type pont-portique, d’où la réduction de la garde au sol)
- coach 5 places avec  hayon arrière, carrosserie en matière plastique
- Apparence plus moderne que le 1302, mécanique différente (freins avant à disques, moteur, suspensions, suppression des pignons planétaires dans les roues…)
- 1 299 cm3, 70 ch & 11 mkg
- Source [3]:

### 1302
- 4×4, lancé en 1990, production arrêtée en 2001 (quelques exemplaires ont pu être encore produits ultérieurement).
- Plus court qu'une Twingo (3,43 m, avec la roue de secours extérieure).
- Deux moteurs : allumage commandé (essence) ZAZ à refroidissement liquide (1,1l, 51 ch et 8 mkg) et diesel (allumage par compression) Lombardini (1 372 cm3, 38 ch et 8,4 mkg).
- Masse à vide : 970 kg (essence)
- Empattement : 1,80 m
- Largeur : 1,61 m
- Hauteur : 1,75 m (bâché)
- Garde au sol : 28 cm
- Blocage de différentiel arrière
- 2 à 6 places, 2 portes, carrosserie en acier, fourgonnette avec versions bâchées et tôlées
- Le 1302 est une évolution légère du 969, dont la production avait commencé en 1966. Sur le 1302, direction, moteur, sièges, habitacle… différent du 969, par contre les 4 tambours de frein (mais désormais avec une assistance) et la boîte de vitesses à 4 rapports sont conservés. Les 1ers 1302 avaient les essuie-glaces placés comme sur le 969 (cf photo), les derniers les avaient plus classiquement à la base du pare-brise et non plus en haut.
- Source [4]:

### 967 M
- 4×4 amphibie présenté en 1961, produit jusqu’en 1967[5].
- Masse à vide : 950 kg
- Poids total en charge : 1 350 kg
- Dimensions : 3,6×1,7×1,5m
- Garde au sol : 28,5 cm
- Empattement : 1,8 m
- Vitesse maxi sur terre : 75 km/h
- Vitesse maxi dans l’eau : 3 km/h
- Moteur : à carburateur, refroidissement par air.
- Cylindrée : 1 197 cm3
- Puissance : 37 chevaux
- La place du conducteur se trouve au centre et deux autres strapontins sont disposés des deux côtés légèrement en arrière. Le volant et les autres commandes sont réglables, le pare-brise est rabattable ce qui permet de transformer le véhicule en une espèce de « cuvette métallique » que l’on pouvait faire progresser sous le feu ennemi. La version standard incluait deux civières. Le LuAZ peut facilement traverser des petits bassins en eaux calmes : les roues servent de mode de propulsion. Il ne fut pas produit en grand nombre, diverses sources indiquent un chiffre de 1000 exemplaires ce qui semble très probable.

### 969
- 4×4 présenté en 1967, très compact (environ 3,40 m).
- Moteurs ZAZ V4 à refroidissement par air
- Le 969 est une évolution terrestre du modèle 967M amphibie.
Le 2403 était un dérivé à carrosserie légèrement modifiée pour répondre à une demande de l’Aeroflot, cf note[6].
- Années de production[7] : 1966-1975 pour la version 969, 1975-1979 pour le 969 A, 1979-1990 pour le 969M.

### 969 M
- Masse à vide : 980 kg
- Dimensions : 3,39×1,77×1,78m
- Empattement : 1,8 m
- Vitesse maxi : 85 km/h
- Moteur : à carburateur, refroidissement par air.
- Cylindrée : 1 197 cm3
- Puissance : 40 chevaux

### 1901 Geolog
- 6×6
- Amphibie
- Moteur diesel 3 cylindres en ligne, en porte-à-faux arrière[8]
- Années de production à préciser
- Emprunte de nombreux composants au 967